# 喬爾尼姆湖
喬爾尼姆湖（烏克蘭語：Чорниш），是烏克蘭的湖泊，位於該國北部切爾尼戈夫州，處於傑斯納河左岸，長2公里、寬0.2公里，面積0.4平方公里，該湖泊最大水深3米。